# Listă de poeți: S
A - Ă - B - C - D - E - F - G - H - I - Î - J - K - L - M - N - O - P - Q - R - S - Ș - T - Ț - U - V - W - X - Y - Z

### S

#### Sa
- Umberto Saba
- Sa'di
- Ali Ahmad Said, (1930- )
- Melin de Saint-Gelais, (1487-1558)
- Tomaz Salamun, (născut în 1941)
- Severin Sali, (1911-1992)
- Joan Salvat-Papasseit, (1894-1924)
- Carl Sandburg, (1878-1967)
- Sonia Sanchez
- Jordi de Sant Jordi
- Sappho, poetesa din Grecia antică
- Mitja Sarabon
- Siegfried Sassoon, (1886-1967), poet de razboi britanic

#### Sc-Se
- Maurice Scève, (aprox. 1500-1564)
- Susan Schaeffer
- Friedrich Schiller, (1759-1805), poet, dramaturg german
- Arno Schmidt, (1914-1979)
- Arthur Schnitzler, (1862-1931), autor elvețian
- Philip Schultz
- Delmore Schwartz
- Sir Walter Scott, (1771-1832), este părintele romanului istoric*Gil Scott-Heron, (născut in 1949)
- Johannes Secundus, (1511-1536), poet in Neo-Latină
- Jaroslav Seifert, (1901-1986), (Premiul Nobel)
- Tone Seliskar, (1900-1969)
- Peter Semolic, (născut în 1967)
- Seneca, (aprox. 54 BC-AD 39)
- Léopold Senghor, (1906-2001)
- Robert W. Service, poet din Yukon
- Vikram Seth
- Anne Sexton, (1928-1974)

#### Sh-Si
- Thomas Shadwell
- William Shakespeare, (c. 1564-1616), poet si dramaturg
- Ntozake Shange, (n. 1948)
- Jo Shapcott
- Karl Shapiro
- Luci Shaw
- Mary Shelley, (1797-1851)
- Percy Bysshe Shelley, (1792-1822)
- William Shenstone
- Taras Shevchenko
- James Shirley, (1596-1666)
- Avraham Shlonsky
- Sir Philip Sidney, (născut în 1554)
- Eli Siegel, (1902-1978)
- Shel Silverstein, (1930-1999)
- Charles Simic
- Barbara Simoniti
- Louis Simpson, (născut în 1923)
- Albert Sirok
- Karel Sirok
- Lemn Sissay
- L.E. Sisson
- Edith Sitwell, (1887-1964)
- Ivan Sivec, (născut în 1945)

#### Sk-Sn
- John Skelton, (1460-1529)
- Myra Sklarew
- Kathleen Spivack
- Kenneth Slessor
- Anton Martin Slomsek, (1800-1862), episcop, poet,
- Juliusz Slowacki
- Christopher Smart
- Joze Smit, (născut în 1922)
- Charlotte Smith, (1749-1806)
- Clark Ashton Smith, (1893-1961)
- LeRoy Smith
- Margaret Smith, poet american
- Patti Smith
- Stevie Smith, (1902-1971)
- William Jay Smith
- Tobias Smollett, (1721-1771)
- W.D. Snodgrass (aka S.S. Gardons)
- Joze Snoj, (născut în 1934)
- Gary Snyder, (născut în 1930), (beatnic)

#### So-Sp
- Edit Södergran
- David Solway, (născut în 1941)
- William Somervile, (1675-1742)
- Mustafa Altay Sönmez, (născut in 1984)
- Charles Sorley, (1895-1915),
- Ljubka Sorli
- Natsume Soseki, (1867-1916), romancier japonez, autorul romanelor Kokoro, I Am a Cat
- Gary Soto
- Caroline Southey, (1787-1854)
- Robert Southey, (1774-1843),
- Robert Southwell, (1561-1595)
- A. B. Spellman
- Anne Spencer
- Stephen Spender,
- Edmund Spenser, (1552-1599)

#### St

##### Sta-Sto
- Leopold Staff
- William Stafford
- Valentin Stanic, (1774-1847)
- Jernej Stante
- George Starbuck
- Statius, (aprox. E.n 45-96)
- C.K. Stead, (născut în 1932)
- Joseph Stefan, (1835-1893), poet sloven
- Ales Steger, (născut în 1973)
- Morris Stegosaurus (Keith Morris Kurzman),
- Gertrude Stein, (1874-1946),
- Eric Stenbock
- Gerald Stern
- Wallace Stevens, (1880-1955)
- Robert Louis Stevenson, (1850-1894),
- Trumbull Stickney,
- James Still
- Theodor Storm, (1817-1888)
- Alfonsina Storni, (1892-1938)

##### Str-Stu
- Mark Strand
- Botho Strauss, (născut în 1944)
- James A. Strecker
- Josip Stritar, (1836-1923), poet, autor si editor.
- Gregor Strnisa, (1929-1987)
- Igor Stropnik, (născut în 1966)
- Jesse Stuart

Elma Stuckley

#### Su-Sz
- Sir John Suckling
- Suleiman the Magnificent, sultan și poet al Islamic
- Francis Sullivan
- Jules Supervielle
- Patrick Süskind (b. 1949), autor al romanului Parfumul
- Keston Sutherland
- Barton Sutter
- Ivo Svetina (b. 1948)
- May Swenson
- Jonathan Swift (1667–1745), autor al romanului Gulliver's Travels
- Algernon Swinburne (1837–1909)
- Joshua Sylvester (1563–1618)
- Wisława Szymborska (b. 1923), poetă poloneză, Premiul Nobel pentru Literatură in 1996